# Friedrich von Eynern

Friedrich von Eynern

Johann Friedrich von Eynern (* 8. August 1805 in Barmen (heute Stadtteil von Wuppertal); † 1. August 1882 in Rolandseck) war ein deutscher Kaufmann und Politiker.

## Leben
Friedrichs Großvater, Johann Peter von Eynern, siedelte sich in Barmen an, die Familie selbst stammte ursprünglich von dem Sattelhof Eynern ab. Dort gründete Johann Peter eine Band- und Litzenfafrik. Johann Friedrich von Eynern, Friedrichs Vater, erweiterte mit seinem Onkel Wilhelm von Eynern d. Ä. gemeinsam das Geschäft, in dem sie auch Twiste und Garne, später auch Indigo, handelten. Der Indigogroßhandel entwickelte sich zum wichtigsten Geschäftszweig, andere Geschäftszweige wurden Mitte der 1840er Jahre eingestellt, als Friedrich mit seinem Vetter Wilhelm von Eynern d. J. das Geschäft übernahm.
Friedrich besucht bis zum 12. Lebensjahr die Kirchschule in Wupperfeld, dann verbrachte er als Internatsschüler drei Jahre bei Pastor Hülsmann in Rüggeberg bei Hagen, der einen bedeutenden Ruf als Pädagoge hatte. Als Lehrling verbrachte er bei einem befreundeten Handelshaus, der Firma Joh. Pauly u. Clauß, in Gent drei Jahre. Dort erwarb er weitreichende Kenntnisse des Handels und Sprachkenntnisse, die er auf längere Reisen in den Niederlanden, Frankreich und England erweiterte und vertiefte.
1830 wurde er Teilhaber im väterlichen Betrieb und setzte die ausgedehnte Reisetätigkeit, in Abwechslung mit den anderen Teilhabern, fort. Nach dem Tode des Onkels und dem Ausscheiden des Vaters setzte Friedrich mit seinem Vetter die Geschäfte fort. Sie trennten sich aber schon kurz darauf und Friedrich eröffnete am 1. Januar 1861 mit seinen Söhnen eine eigene Indigo-Großhandlung.

## Honoratiorenschaft
Soweit es die Geschäfte es zuließen, widmete sich Friedrich von Eynern, wie sein Vater und Großvater vor ihm, dem Gemeinwohl. Er wurde 1837 in den Stadtrat berufen und 1846 bei der ersten Barmer Stadtratswahl erneut gewählt. 1849 wurde er zum Abgeordneten in die preußische zweite Kammer gewählt, der er mit Unterbrechungen 1852–1855 und 1860–1866 immer angehörte. Er gehörte verschiedenen altliberalen Fraktionen an und wurde 1868 zum Vorsitzenden der altliberalen Restfraktion. In seiner politischen Tätigkeit befasste er sich mit wirtschaftlichen Fragen, so war er in der Kommission für Handel und Gewerbe und für Handelsverträge. Seiner Intervention war es zu verdanken, dass seine Heimatstadt Barmen, 1860 die Selbstständigkeit einer Kreisstadt erhielt.
Weiter war er 1865–1878 Präsident des Barmer Handelsgerichts und er gehörte bis zu seinem Tod dem Presbyterium der lutherischen Gemeinde Barmen-Wupperfeld an.

## Die Person
Friedrich von Eynern wird als liebenswürdige Person der Wuppertaler Geschichte beschrieben, die einem Prototyp des großbürgerlichen Biedermeiers entspricht. Er soll gebildet und vornehm, zurückhaltend und voller menschlicher Wärme, aufgeschlossen und pflichtbewusst gewesen sein. Er hatte liberale Ansichten, dennoch sah er in der Monarchie die einzige Regierungsform.
Friedrich hat verschiedene Ordensauszeichnungen erhalten und trug den Titel eines Geheimen Kommerzienrats.

## Familie
Friedrich von Eynern heiratete am 7. Mai 1829 Emilie Rittershaus (1806–1878), Tochter des Seidenfabrikanten Johann Abraham Rittershaus. Zwei Söhne sind bekannt Friedrich von Eynern jun., der Mitbegründer des Barmer Verschönerungsvereins war, und Ernst von Eynern widmete sein Vater Friedrich eine kurze Biografie. Weiter hatten sie noch drei Töchter.